# Ærescésar
Siden den første César uddeling i 1976, er der hvert år blevet en eller flere 'ærescésarer, til personer i fimbranchen, der på den ene eller anden måde har markeret sig positivt. Ofte er der blevet uddelt en pris til dels en fransk person og dels en udenlandsk person.

## Uddelinger
| År   | Prismodtager           |
| ---- | ---------------------- |
| 2012 | Kate Winslet           |
| 2011 | Quentin Tarantino      |
| 2010 | Harrison Ford          |
| 2009 | Dustin Hoffman         |
| 2008 | Jeanne Moreau          |
| 2008 | Roberto Benigni        |
| 2007 | Jude Law               |
| 2007 | Marlène Jobert         |
| 2006 | Hugh Grant             |
| 2006 | Pierre Richard         |
| 2005 | Jacques Dutronc        |
| 2005 | Will Smith             |
| 2004 | Micheline Presle       |
| 2003 | Meryl Streep           |
| 2003 | Spike Lee              |
| 2003 | Bernadette Lafont      |
| 2002 | Claude Rich            |
| 2002 | Jeremy Irons           |
| 2002 | Anouk Aimée            |
| 2001 | Darry Cowl             |
| 2001 | Agnès Varda            |
| 2001 | Charlotte Rampling     |
| 2000 | Jean-Pierre Léaud      |
| 2000 | Georges Cravenne       |
| 2000 | Martin Scorsese        |
| 1999 | Pedro Almodóvar        |
| 1999 | Cesar                  |
| 1999 | Johnny Depp            |
| 1999 | Jean Rochefort         |
| 1998 | Michael Douglas        |
| 1998 | Clint Eastwood         |
| 1997 | Charles Aznavour       |
| 1997 | Jean-Luc Godard        |
| 1996 | Henri Verneuil         |
| 1996 | Lauren Bacall          |
| 1995 | Steven Spielberg       |
| 1995 | Jeanne Moreau          |
| 1995 | Gregory Peck           |
| 1994 | Jean Carmet            |
| 1993 | Marcello Mastroianni   |
| 1993 | Jean Marais            |
| 1993 | Gérard Oury            |
| 1992 | Cesar                  |
| 1992 | Michèle Morgan         |
| 1992 | Sylvester Stallone     |
| 1991 | Jean-Pierre Aumont     |
| 1991 | Sophia Loren           |
| 1990 | Gérard Philipe         |
| 1989 | Bernard Blier          |
| 1989 | Paul Grimault          |
| 1988 | Serge Silberman        |
| 1987 | Jean-Luc Godard        |
| 1986 | Jean Delannoy          |
| 1986 | Maurice Jarre          |
| 1986 | Bette Davis            |
| 1985 | Alain Poiré            |
| 1985 | Danielle Darrieux      |
| 1985 | Christine Gouze-Rénal  |
| 1985 | Christian-Jaque        |
| 1984 | Georges de Beauregard  |
| 1984 | Edwige Feuillere       |
| 1984 | René Clément           |
| 1983 | Raimu (posthumt)       |
| 1982 | Georges Dancingers     |
| 1982 | Alexandre Mnouchkine   |
| 1982 | Andrzej Wajda          |
| 1981 | Marcel Pagnol          |
| 1980 | Louis de Funès         |
| 1980 | Kirk Douglas           |
| 1980 | Pierre Braunberger     |
| 1979 | Walt Disney (posthumt) |
| 1979 | Marcel Carné           |
| 1978 | Robert Dorfmann        |
| 1977 | Jacques Tati           |
| 1977 | Henri Langlois         |
| 1976 | Ingrid Bergman         |
| 1976 | Diana Ross             |